# Chemtrails over the Country Club
Chemtrails over the Country Club — сьомий  студійний альбом американської співачки і авторки пісень Лани Дель Рей. Він був випущений 19 березня 2021 року на Interscope Records та Polydor Records.  Альбом спочатку мав назву White Hot Forever та був спродюсований Ланою Дель Рей і Джеком Антоноффом. Також альбом містить додатковий продюсерський внесок Ріка Новелса, з яким Дель Рей працювала над попередніми студійними альбомами. Над платівкою також працювали Ніккі Лейн, Вейс Блад і Зелла Дей, з якими Лана зробила кавер на пісню Джоні Мітчелл 1970 року For Free, яка теж увійшла до альбому.
Альбом охоплює теми втечі, кохання, розбитого серця та ностальгії. Chemtrails over the Country Club отримав визнання музичних критиків. Він дебютував на другому місці в американському чарті Billboard 200, ставши сьомим альбомом Лани у десятці найкращих у країні.  
На підтримку альбому було випущено чотири сингли: Let Me Love You Like A Woman, Chemtrails Over the Country Club, White Dress і Tulsa Jesus Freak. Хоча пісні не досягли особливого успіху у чартах, але вони були позитивно сприйняті критиками. Реліз кожного синглу супроводжувався музичним відео.

## Історія створення

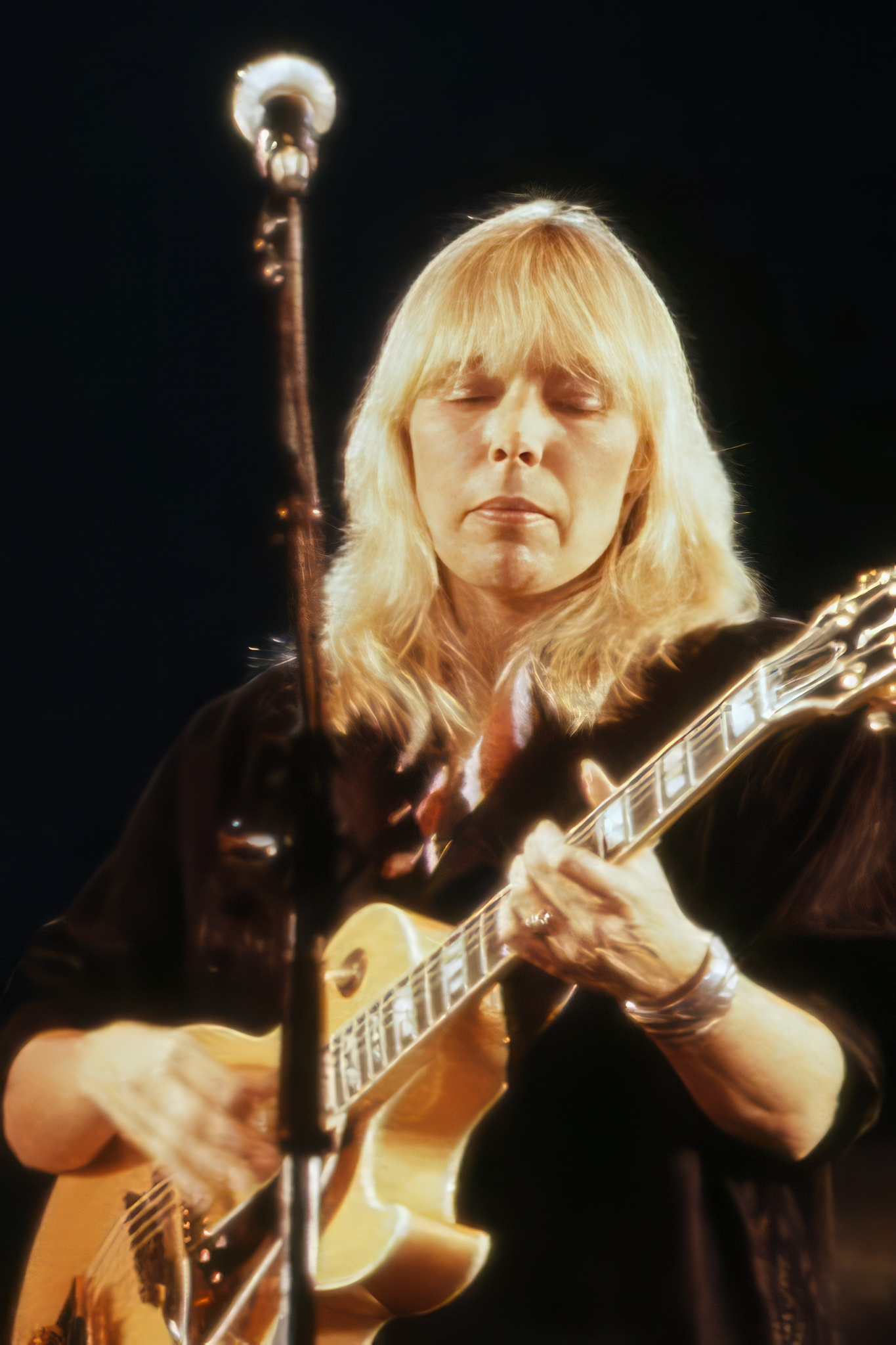
Для альбому Лана Дель Рей записала кавер на пісню «For Free» Джоні Мітчелл (на фото).

Лана Дель Рей вперше розповіла, що почала працювати над новою платівкою 30 серпня 2019 року, коли вийшов альбом Norman Fucking Rockwell!, в інтерв’ю Елу Хорнеру для The Times. В інтерв'ю вона також повідомила, що робоча назва альбому буде White Hot Forever. Лана заявила, що запис, швидше за все, буде представлений протягом 12-13 місяців після інтерв'ю, у 2020 році, як несподіваний реліз. Дель Рей також повідомила, що звучання буде схожим на її попередній альбом Norman Fucking Rockwell!.
6 листопада 2019 року шанувальник співачки написав на Reddit, що Лана Дель Рей сказала йому, що White Hot Forever може не бути назвою нової платівки. Пізніше ці заяви підтвердилися у відео, опублікованому співачкою у своєму Instagram 25 травня 2020 року, де вона анонсувала нову назву альбому Chemtrails over the Country Club.
6 серпня 2020 року Дель Рей опублікувала фрагмент треку Tulsa Jesus Freak у своєму Instagram. Пізніше вона заархівувала допис, але відео залишилося доступним на її сторінці у Facebook. Пізніше 1 вересня 2020 року Лана оголосила в Instagram, що пісня Let Me Love You like a Woman буде випущена як перший сингл. У своєму звернені вона опублікувала за лаштунки зйомки кліпу та згадала, що вона та її команда знімають кліп для головного треку з альбому під назвою Chemtrails Over the Country Club. Співачка також згадала в дописі Ніла Круга, фотографа, який працював над обкладинкою Ultraviolence, що змусило шанувальників запідозрити, що він може бути залучений до візуального оформлення нового альбому.
Згодом у журналі Interview з'явилася інформація про те, що Дель Рей продюсувала весь альбом разом з Джеком Антоноффом. Chemtrails Over the Country Club — це другий альбом Дель Рей після Lust For Life, над яким працювали й інші відомі артисти. Серед цих виконавців – Зелла Дей, Уайс Блуд і Ніккі Лейн.

## Обкладинка
Ходили чутки, що обкладинку створить Ніл Круг, який раніше працював з Ланою для Ultraviolence, Lust for Life і Honeymoon. 10 січня 2021 року, за день до релізу синглу Chemtrails over the Country Club, Лана Дель Рей оприлюднила обкладинку альбому та трек-лист платівки в своїх соціальних мережах. Після цього було підтверджено, що Ніл Круг працював лише над ексклюзивною обкладинкою платівки для видання у вигляді вінілу. Фотографом для офіційної обкладинки альбому став брат Лани Чарлі Грант. 

## Реліз

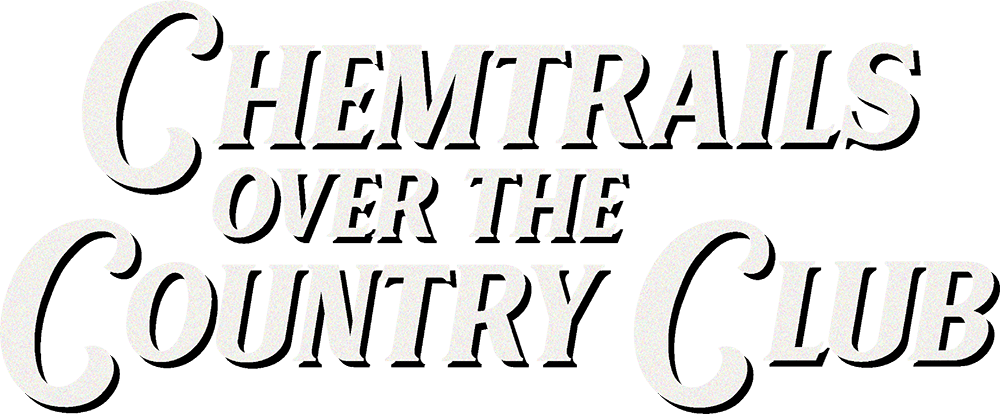
Логотип альбому.

Під час зустрічі з прихильниками після виходу першої книги Лани Violet Bent Backwards Over The Grass 2 жовтня 2020 року, співачка повідомила, що альбом буде випущено або 10 грудня 2020 року, або 7 січня 2021 року. Вона пояснила, що затримка відбулася через процес виробництва вінілу. Проте 4 листопада 2020 року під час прямої трансляції в Instagram Дель Рей сказала, що процес виробництва вінілу триває щонайменше 16 тижнів, а він ще навіть не почався.
10 січня 2021 року Лана Дель Рей оприлюднила офіційний список треків, а наступного дня в описі до кліпу Chemtrails Over the Country Club оголосила дату виходу альбому — 19 березня.
Альбом був офіційно випущений у всьому світі на всіх платформах 19 березня 2021 року.
Для просування платівки співачка випустила кілька вінілів, компакт-дисків і касетних варіантів альбому. Деякі з них мають альтернативні обкладинки.

## Сингли
Пісня Let Me Love You Like A Woman була випущена як лід-сингл у всьому світі 6 жовтня 2020 року. Пісня була написана самою Ланою Дель Рей у співавторстві із Джеком Антоноффом, який також спродюсував трек. Запис проходив восени 2019 року на студіях Лос-Анджелесу та Нью-Йорку. Прем'єра музичного відео відбулася в день виходу пісні, о 5 годині вечора за тихоокеанським часом. Через день після випуску пісня дебютувала на другому рядку світового чарту iTunes.
Трек Chemtrails Over the Country Club став другим синглом з альбому. Пісня була однією з перших написаних для альбому пісень: Дель Рей написала текст і мелодію, а Джек Антонофф знову виступив продюсером. Вважається, що робоча назва як треку, так і альбому була White Hot Forever. Зйомки музичного кліпу на пісню проходили наприкінці серпня, на початку вересня та наприкінці жовтня 2020 року в Каліфорнії. Режисером відео виступив дует BRTHR (Алекс Лі та Кайл Райтмен), який раніше працював з The Weeknd, Тревісом Скоттом та іншими. У кліпі знялися сестра співачки Чак Грант, а також її подруги.
Третім синглом стала пісня White Dress. Під час інтерв'ю BBC Radio 1 Дель Рей підтвердила, що трек також буде супроводжуватися музичним відео, яке вийшло 19 березня 2021 року разом з релізом альбому.. Перед офіційним релізом пісня була описана як «одна з найсумніших у кар’єрі, та, що нагадує часи, коли співачка була відома під псевдонімом Ліззі Грант». Деякі критики також відмічали схожість White Dress з треками In My Feelings та Stargirl Interlude.
Останнім синглом з альбому стала пісня Tulsa Jesus Freak.
Пісні альбому Chemtrails Over the Country Club базуються на жанрах дрим-поп та інді-поп, з впливом та використанням фолк-музики, яка увібрала стиль кантрі та американа-музики. Творчість співачки Джоні Мітчелл сильно вплинула на стиль платівки.

## Список композицій
| #     | Назва                                            | Автор                      | {{{extra_column}}} | Тривалість |
| ----- | ------------------------------------------------ | -------------------------- | ------------------ | ---------- |
| 1.    | «White Dress»                                    | Lana Del Rey Jack Antonoff | Del Rey Antonoff   | 5:33       |
| 2.    | «Chemtrails over the Country Club»               | Del Rey Antonoff           | Del Rey Antonoff   | 4:31       |
| 3.    | «Tulsa Jesus Freak»                              | Del Rey Antonoff           | Del Rey Antonoff   | 3:35       |
| 4.    | «Let Me Love You like a Woman»                   | Del Rey Antonoff           | Antonoff           | 3:21       |
| 5.    | «Wild at Heart»                                  | Del Rey Antonoff           | Del Rey Antonoff   | 4:06       |
| 6.    | «Dark but Just a Game»                           | Del Rey Antonoff           | Del Rey Antonoff   | 3:55       |
| 7.    | «Not All Who Wander Are Lost»                    | Del Rey Antonoff           | Del Rey Antonoff   | 4:07       |
| 8.    | «Yosemite»                                       | Del Rey Rick Nowels        | Nowels             | 5:04       |
| 9.    | «Breaking Up Slowly» (за участю Nikki Lane)      | Del Rey Nikki Lane         | Del Rey Antonoff   | 2:57       |
| 10.   | «Dance Till We Die»                              | Del Rey Antonoff           | Del Rey Antonoff   | 4:03       |
| 11.   | «For Free» (за участю Zella Day and Weyes Blood) | Joni Mitchell              | Del Rey Antonoff   | 4:11       |
| 45:28 |                                                  |                            |                    |            |

## Відгуки

### Критичне сприйняття
Chemtrails over the Country Club отримав визнання музичних критиків. На Metacritic, альбом отримав середню оцінку 81 на основі 28 рецензій, що вказує на «всесвітнє визнання». На AnyDecentMusic?, який збирає критичні відгуки з більш ніж 50 медіа-джерел, альбом набрав 7,8 бала з 10 на основі 29 рецензій. 

### Комерційний прийом
За даними MRC Data, Chemtrails over the Country Club дебютував на другому місці в американському чарті Billboard 200, заробивши 75 000 еквівалентів альбомів (включаючи 58 000 примірників у чистому продажуплатівки) за перший тиждень. Це стало сьомим дебютом Дель Рей в десятці найкращих американських чартів. Альбом став її третім лідером в списку найкращих продажів альбомів США. 
У Сполученому Королівстві Chemtrails over the Country Club дебютував на першому місці в британському чарті альбомів, продавши 40 000 копій за перший тиждень.  У серпні 2021 року альбом отримав срібний сертифікат Британської фонографічної індустрії (BPI) за понад 60 000 еквівалентів альбому у Великобританії.